# Напо (Байсэ)
Напо́ (кит. упр. 那坡, пиньинь Nàpō, буквально: «тот склон») — уезд городского округа Байсэ Гуанси-Чжуанского автономного района (КНР). Название уезда является цитатой из высказывания Мао Цзэдуна.

## История
Во времена империи Цин в 1766 году был создан Сяочжэньаньский комиссариат (小镇安厅). В 1866 году он был преобразован в уезд Чжэньбянь (镇边县).
После вхождения этих мест в состав КНР в конце 1949 года был образован Специальный район Лунчжоу (龙州专区), и уезд вошёл в его состав. В июле 1951 года уезд был переведён в состав Специального района Байсэ (百色专区). В декабре 1952 года в провинции Гуанси был создан Гуйси-Чжуанский автономный район (桂西壮族自治区), и Специальный район Байсэ вошёл в его состав. В 1953 году уезд Чжэньбянь был переименован в Мубянь (睦边县). В 1956 году Гуйси-Чжуанский автономный район был переименован в Гуйси-Чжуанский автономный округ (桂西僮族自治州). В 1958 году автономный округ был упразднён, а вся провинция Гуанси была преобразована в Гуанси-Чжуанский автономный район.
В 1965 году уезд был переименован в Напо.
В 1971 году Специальный район Байсэ был переименован в Округ Байсэ (百色地区).
Постановлением Госсовета КНР от 2 июня 2002 года округ Байсэ был преобразован в городской округ.

## Административное деление
Уезд делится на 2 посёлка и 7 волостей.